# Länsväg U 849
Länsväg 849 eller egentligen Länsväg U 849 är en övrig länsväg i Sala kommun i Västmanlands län som går mellan Länsväg C 890 vid Uppsala läns gräns och Dalälven vid Hovnäs färja. Vägem är tolv kilometer lång, belagd med grus och passerar bland annat genom byarna Hallarsbo och Vivastbo.
Hastighetsgränsen är 70 kilometer per timme.
Vägen ansluter till:
- Länsväg C 890 (vid Uppsala läns gräns)
- Länsväg U 834 (vid Vivastbo)
- Länsväg U 840 (vid Vivastbo)

På andra sidan Dalälven, inte långt från Hovnäs färja, passerar Länsväg W 712.